# Pakistan na Letnich Igrzyskach Olimpijskich 1968
Pakistan na Letnich Igrzyskach Olimpijskich 1968 reprezentowało 15 zawodników (sami mężczyźni). Był to 6. start reprezentacji Pakistanu na letnich igrzyskach olimpijskich.

## Zdobyte medale
| Medal | Zawodnik | Dyscyplina      | Konkurencja | Rezultat |
| ----- | --- | --------------- | ----------- | -------- |
| Złoto | Zakir Hussain, Tanvir Dar, Tariq Aziz, Saeed Anwar, Riaz Ahmed, Gulraiz Akhtar, Khalid Mahmood, Ashfaq Ahmed, Tariq Niazi, Muhammad Asad Malik, Jahangir Butt, Riaz ud-Din, Abdul Rashid | hokej na trawie |             |          |

## Skład kadry

### Hokej na trawie
Mężczyźni
- Zakir Hussain, Tanvir Dar, Tariq Aziz, Saeed Anwar, Riaz Ahmed, Gulraiz Akhtar, Khalid Mahmood, Ashfaq Ahmed, Tariq Niazi, Muhammad Asad Malik, Jahangir Butt, Riaz ud-Din, Abdul Rashid – 1. miejsce

### Zapasy
Mężczyźni
- Muhammad Sardar – waga kogucia, styl dowolny – niesklasyfikowany
- Muhammad Taj – waga lekka, styl dowolny – niesklasyfikowany